# Dierrey-Saint-Pierre
Ne doit pas être confondu avec Dierrey-Saint-Julien.
Dierrey-Saint-Pierre est une commune française, située dans le département de l'Aube en région Grand Est.

## Géographie
| Faux-Villecerf    | Prunay-Belleville, Échemines | Villeloup                |
| Mesnil-Saint-Loup | Dierrey-Saint-Pierre         | Le Pavillon-Sainte-Julie |
|                   | Dierrey-Saint-Julien         | Macey                    |

### Topographie
Au cours de la Révolution française, la commune porta provisoirement le nom de Le Grand-Dierrey.
Au cadastre de 1831 apparaissent les écarts : le moulin Est, Jaquet, à-Vent, près-le-Moulin ; les Forges, la Loge, Rochefort, les Terriers, Vangoulet.

### Hydrographie
La commune est dans la région hydrographique « la Seine de sa source au confluent de l'Oise (exclu) » au sein du bassin Seine-Normandie. Elle est drainée par le Betrot,.

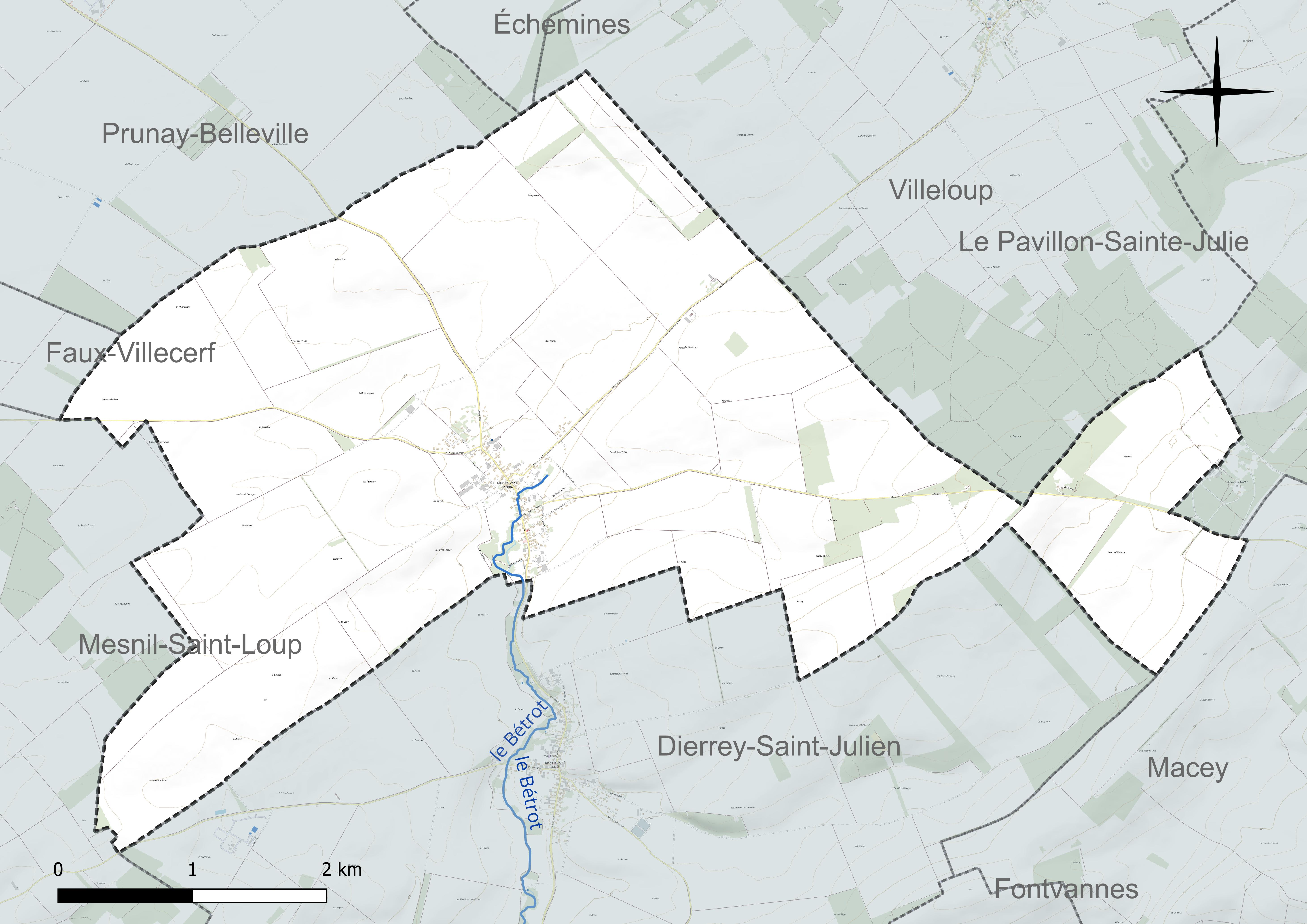
Réseau hydrographique de Dierrey-Saint-Pierre.

### Climat
Pour des articles plus généraux, voir Climat du Grand Est et Climat de l'Aube.
En 2010, le climat de la commune est de type climat océanique dégradé des plaines du Centre et du Nord, selon une étude du Centre national de la recherche scientifique s'appuyant sur une série de données couvrant la période 1971-2000. En 2020, Météo-France publie une typologie des climats de la France métropolitaine dans laquelle la commune est exposée à un climat océanique altéré et est dans la région climatique Nord-est du bassin Parisien, caractérisée par un ensoleillement médiocre, une pluviométrie moyenne régulièrement répartie au cours de l’année et un hiver froid (3 °C).
Pour la période 1971-2000, la température annuelle moyenne est de 10,4 °C, avec une amplitude thermique annuelle de 15,6 °C. Le cumul annuel moyen de précipitations est de 742 mm, avec 11,9 jours de précipitations en janvier et 7,5 jours en juillet. Pour la période 1991-2020, la température moyenne annuelle observée sur la station météorologique de Météo-France la plus proche, « Troyes-Barberey », sur la commune de Barberey-Saint-Sulpice à 15 km à vol d'oiseau, est de 11,3 °C et le cumul annuel moyen de précipitations est de 644,6 mm. 
La température maximale relevée sur cette station est de 41,8 °C, atteinte le 25 juillet 2019 ; la température minimale est de −23 °C, atteinte le 17 janvier 1985,,.
Les paramètres climatiques de la commune ont été estimés pour le milieu du siècle (2041-2070) selon différents scénarios d'émission de gaz à effet de serre à partir des nouvelles projections climatiques de référence DRIAS-2020. Ils sont consultables sur un site dédié publié par Météo-France en novembre 2022.

## Urbanisme

### Typologie
Au 1er janvier 2024, Dierrey-Saint-Pierre est catégorisée commune rurale à habitat dispersé, selon la nouvelle grille communale de densité à 7 niveaux définie par l'Insee en 2022.
Elle est située hors unité urbaine. Par ailleurs la commune fait partie de l'aire d'attraction de Troyes, dont elle est une commune de la couronne,. Cette aire, qui regroupe 209 communes, est catégorisée dans les aires de 200 000 à moins de 700 000 habitants,.

### Occupation des sols
L'occupation des sols de la commune, telle qu'elle ressort de la base de données européenne d’occupation biophysique des sols Corine Land Cover (CLC), est marquée par l'importance des territoires agricoles (95,3 % en 2018), une proportion identique à celle de 1990 (95,3 %). La répartition détaillée en 2018 est la suivante : 
terres arables (95,1 %), forêts (2,7 %), zones urbanisées (2 %), zones agricoles hétérogènes (0,1 %). L'évolution de l’occupation des sols de la commune et de ses infrastructures peut être observée sur les différentes représentations cartographiques du territoire : la carte de Cassini (XVIIIe siècle), la carte d'état-major (1820-1866) et les cartes ou photos aériennes de l'IGN pour la période actuelle (1950 à aujourd'hui).

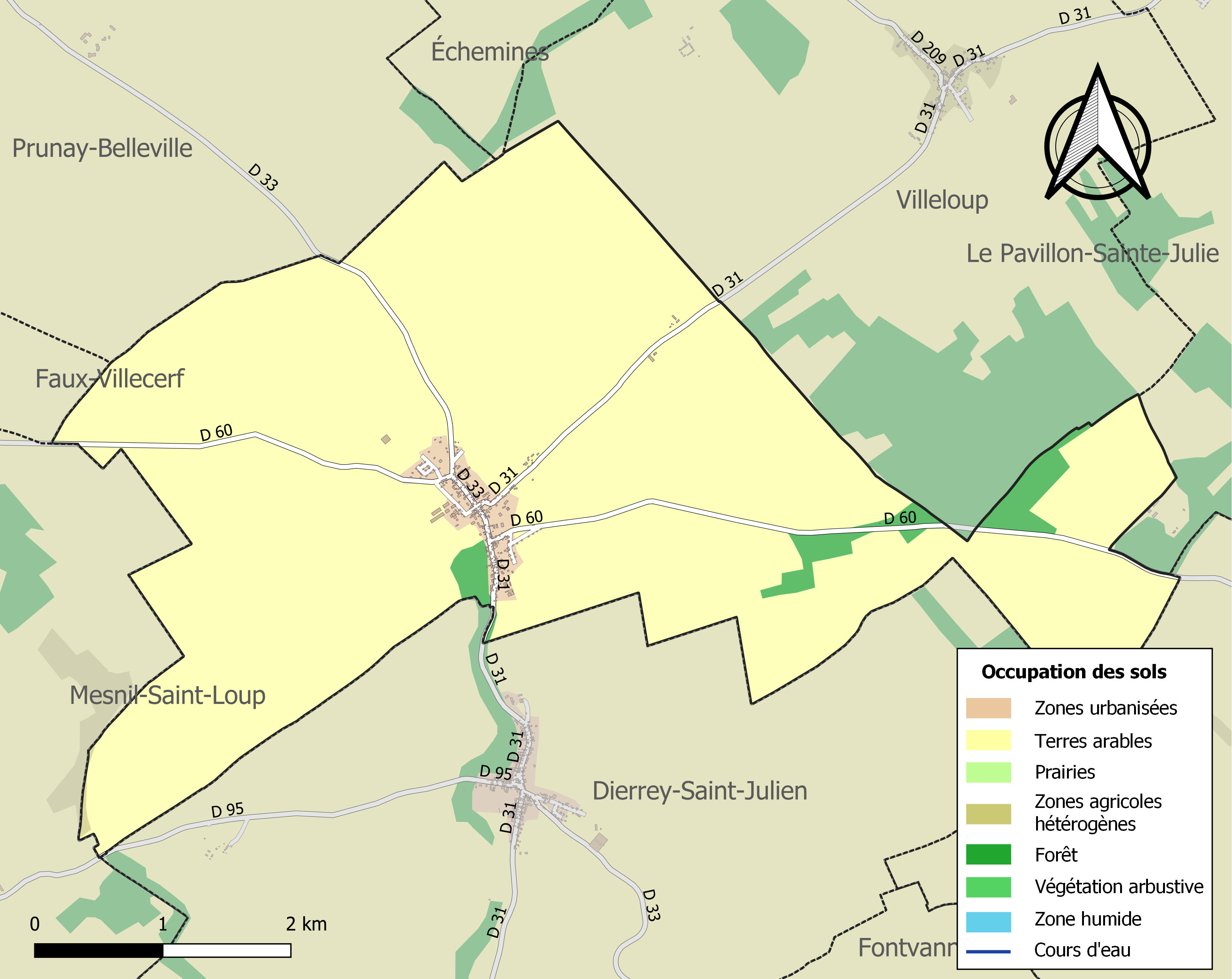
Carte des infrastructures et de l'occupation des sols de la commune en 2018 (CLC).

## Histoire
La présence de protestants est attestée dès 1562 et la rue du Temple et le cimetière des Huguenots en est la survivance.
En 1789, le village dépendait de l'intendance et de la généralité de Châlons-sur-Marne, de l'élection et du bailliage de Troyes.

## Politique et administration
| Période                                  | Période   | Identité                                         | Étiquette | Qualité     |
| ---------------------------------------- | --------- | ------------------------------------------------ | --------- | ----------- |
| avant 1981                               |           | Marie-France Debreuve                            |           |             |
| mars 2001                                | mars 2008 | Patrick Paulin                                   |           |             |
| mars 2008                                | mars 2014 | Jacques Irdel                                    |           |             |
| mars 2014                                | En cours  | Marcel Gatouillat Réélu pour le mandat 2020-2026 | DVD       | Agriculteur |
| Les données manquantes sont à compléter. |           |                                                  |           |             |

## Démographie
L'évolution du nombre d'habitants est connue à travers les recensements de la population effectués dans la commune depuis 1793. Pour les communes de moins de 10 000 habitants, une enquête de recensement portant sur toute la population est réalisée tous les cinq ans, les populations de référence des années intermédiaires étant quant à elles estimées par interpolation ou extrapolation. Pour la commune, le premier recensement exhaustif entrant dans le cadre du nouveau dispositif a été réalisé en 2007.

En 2022, la commune comptait 307 habitants, en évolution de +4,78 % par rapport à 2016 (Aube : +0,7 %, France hors Mayotte : +2,11 %).
| 1793 | 1800 | 1806 | 1821 | 1831 | 1836 | 1841 | 1846 | 1851 |
| ---- | ---- | ---- | ---- | ---- | ---- | ---- | ---- | ---- |
| 409  | 406  | 424  | 360  | 359  | 357  | 354  | 368  | 360  |

| 1856 | 1861 | 1866 | 1872 | 1876 | 1881 | 1886 | 1891 | 1896 |
| ---- | ---- | ---- | ---- | ---- | ---- | ---- | ---- | ---- |
| 370  | 375  | 353  | 331  | 303  | 284  | 297  | 290  | 297  |

| 1901 | 1906 | 1911 | 1921 | 1926 | 1931 | 1936 | 1946 | 1954 |
| ---- | ---- | ---- | ---- | ---- | ---- | ---- | ---- | ---- |
| 238  | 219  | 225  | 190  | 206  | 215  | 214  | 215  | 228  |

| 1962 | 1968 | 1975 | 1982 | 1990 | 1999 | 2006 | 2007 | 2012 |
| ---- | ---- | ---- | ---- | ---- | ---- | ---- | ---- | ---- |
| 222  | 219  | 192  | 187  | 165  | 183  | 187  | 187  | 255  |

| 2017 | 2022 | - | - | - | - | - | - | - |
| ---- | ---- | - | - | - | - | - | - | - |
| 298  | 307  | - | - | - | - | - | - | - |

## Culture locale et patrimoine

### Lieux et monuments
- Source du Bétrot.
- Église du doyenné de Villemaur et est à la dédicace de Saint-Pierre-ès-Liens. En grande partie du XVIe siècle, la nef est reconstruite voûtée en 1774[21].
- Croix de chemin.

### Héraldique
| Blason de Dierrey-Saint-Pierre | Blason  | D'or à un moulin à vent au trait d'azur, au chef d'azur chargé de deux clés d'or passées en sautoir. |
| Blason de Dierrey-Saint-Pierre | Détails | Le statut officiel du blason reste à déterminer.                                                     |